# Urubamba (provins)
Provincia de Urubamba är en av de elva provinser i Peru som bildar departementet Cusco. Den gränsar i norr och i väster till La Convención, i öster till Calca och i söder till provinsen Cusco och Anta.

## Administrativ uppdelning
Provinsen har en yta av 1 439 43 kvadratkilometer och är indelad i sju distrikt:
- Urubamba
- Chinchero
- Huayllabamba
- Macchupicchu
- Maras
- Ollantaytambo
- Yucay

## Befolkning
Provinsen har en befolkning runt 57 059 invånare.

## Huvudort
Huvudort för provinsen är staden Urubamba.